# Samuel Wakana
Samuel Wakana (Cabinda, 1 mei 2000) is een Angolees-Nederlands voetballer die als aanvaller voor SV Voorwaarts speelt.

## Carrière
Samuel Wakana speelde tot 2015 in de jeugd van SV Voorwaarts, en sindsdien in de jeugd van Go Ahead Eagles. Sinds 2019 maakt hij op amateurbasis ook deel uit van de eerste selectie van de Deventenaren. Hij maakte zijn debuut op 1 april 2019, in de met 2-3 verloren thuiswedstrijd tegen Telstar. Wakana kwam in de 86e minuut in het veld voor Vince Gino Dekker. Hierna speelde hij nog één wedstrijd, waarna hij niet meer in actie kwam voor Go Ahead. In 2020 keerde hij terug naar SV Voorwaarts.

### Statistieken
| Seizoen                        | Club            | Land           | Competitie     | Competitie | Competitie | Beker | Beker | Overig | Overig | Totaal | Totaal |
| Seizoen                        | Club            | Land           | Competitie     | Wed.       | Dlp.       | Wed.  | Dlp.  | Wed.   | Dlp.   | Wed.   | Dlp.   |
| ------------------------------ | --------------- | -------------- | -------------- | ---------- | ---------- | ----- | ----- | ------ | ------ | ------ | ------ |
| 2018/19                        | Go Ahead Eagles | Nederland      | Eerste divisie | 2          | 0          | 0     | 0     | 0      | 0      | 2      | 0      |
| 2019/20                        | Go Ahead Eagles | Nederland      | Eerste divisie | 0          | 0          | 0     | 0     | –      | –      | 0      | 0      |
| Carrièretotaal                 | Carrièretotaal  | Carrièretotaal | Carrièretotaal | 2          | 0          | 0     | 0     | 0      | 0      | 2      | 0      |
| Bijgewerkt op 19 november 2020 |                 |                |                |            |            |       |       |        |        |        |        |